# Schlacht von Graus
Die Schlacht von Graus (spanisch: Batalla de Graus) war eine Schlacht der frühen spanischen Reconquista.
Ausgelöst wurde sie durch den Streit der Königreiche Aragon und Kastilien um die Dominanz des Taifa-Königreiches Saragossa, das zu jener Zeit von den Hudiden regiert wurde. Sie fand möglicherweise im Frühjahr 1063 in der Nähe von Graus statt. Der genaue Zeitpunkt ist jedoch umstritten – es kommen auch die Jahre 1069 oder 1070 in Frage.

## Vorgeschichte
Das Eingreifen des Infanten Sancho von Kastilien auf Seiten der Hudiden unter Ahmad I. al Muqtadir 
ist nur zu verstehen, wenn man dazu die verworrene Lage nach dem Zusammenbruch des Kalifates von Córdoba 
im Jahr 1031 und den Zerfall der islamischen Herrschaft in zahllose Taifas betrachtet: Da die 
christlichen Königreiche im Norden Spaniens nicht in der Lage waren, diese Taifas, von denen Saragossa eines war, 
zu erobern und zu halten, beschränkten sie sich auf Plünderungszüge und Tributverträge. So war Saragossa zum
Beispiel zum Zeitpunkt der Schlacht von Graus dem Königreich Kastilien unter Ferdinand 
tributpflichtig.

## Die Schlacht
Die Eroberung der Stadt Graus durch Ramiro I. von Aragon wurde von seinem Bruder Ferdinand als Angriff auf die durch Tributpflicht gesicherte kastilische Einflusssphäre angesehen. Zudem verstand sich Ferdinand als Imperator von León als Oberherr über alle Königreiche der iberischen Halbinsel. Der Ort Graus in den Pyrenäenausläufern besaß zwar keinerlei Bedeutung, aber lag auf den Weg zu der bedeutenden Stadt Barbastro, die mit Sicherheit das eigentliche Ziel von Ramiro I. war. Kastilien hatte mit dieser Befürchtung sehr recht, wie der Verlauf der Ereignisse noch zeigte: Tatsächlich wurde Barbastro 1064 von Aragon mit Hilfe von französischen und burgundischen Rittern erstmals erobert und geplündert. Papst Alexander II. erteilte den Teilnehmern für ihren Kampf gegen die „Ungläubigen“ nachträglich einen Ablass, weswegen der Feldzug als Vorläufer der Kreuzzüge angesehen wird.
Um Aragon zu bremsen, entsandte Ferdinand seinen Sohn Sancho II., um Emir Ahmad I. al Muqtadir aus Saragossa bei der Rückeroberung von Graus zu unterstützen. Dabei wird es sich um ein kleines, aber schlagkräftiges Häuflein Berufskrieger gehandelt haben, Ritter, unter denen sich auch der junge Rodrigo Díaz de Vivar befand. Dieser später als El Cid bekannte Mann war am Hof des Infanten erzogen worden, erhielt von ihm den Ritterschlag und befand sich bis zu Sanchos Tod 1072 vor den Mauern von Zamora in dessen näherer Umgebung. Ob El Cid bereits der Alférez Mayor Sanchos war, erscheint dagegen fraglich. Immerhin war er jedoch Mitglied einer ausgesuchten und sehr schlagkräftigen Truppe, die Sancho II. befehligte.
Das mussten auch die Aragonesen unter ihrem König Ramiro I. vor den Toren von Graus erkennen, als sie sich dem vereinigten Heer von Emir Ahmad I. al Muqtadir und Infant Sancho II. zur Schlacht stellten. Sie wurden geschlagen, verloren dabei ihren König und mussten Graus räumen. Neben der Teilnahme von El Cid macht der Tod von König Ramiro I. das Gefecht von Graus zu einem geschichtlichen Ereignis. Sancho II. trug dabei zum Tod seines eigenen Onkels bei, obwohl das nicht das Ziel des Kriegszuges gewesen war.
Über den genauen Schlachtverlauf wissen wir nichts. Den Tod des Königs von Aragon erklärt ein arabischer Chronist mit einer List, die ein arabischer Ritter anwandte, indem er sich verkleidet zwischen die aragonesischen Truppen mischte und den König mit einem Lanzenstoß aufs Auge (ungeschützt bei einem Nasalhelm) niederwarf. Für den Tod durch Truppen der Hudiden spricht, dass die Ritter aus Kastilien, so auch später El Cid im Laufe seines Lebens, hochgestellte Gegner in der Regel gefangen nahmen, um dadurch hohes Lösegeld zu erhalten.

## Ergebnis
Dem Gebirgskönigreich Aragon wurde zunächst mit Hilfe des dominierenden Kastilien der Zugriff auf die Städte des Vorpyrenäengebietes und damit der Vormarsch auf das Ebrotal verwehrt. Auch die Unterstützung durch französische Ritter führte nur zu einem weiteren Ergebnis wie bei Graus: Die 1064 eroberte Stadt Barbastro ging 1065 wieder an die Hudiden verloren. Erst der Untergang der Taifas durch Kastilien und Almoraviden versetzte Aragon wieder in die Lage, die Expansion fortzusetzen.